# Стрункино (Архангельська область)
Стрункино (рос. Стрункино) — присілок в Вілегодському районі Архангельської області Російської Федерації.
Населення становить 27 осіб. Входить до складу муніципального утворення Вілегодський муніципальний округ.

## Історія
До 2020 року входихо до складу муніципального утворення Іллінське муніципальне утворення.

## Населення
| 2002 | 2010 | 2012 |
| ---- | ---- | ---- |
| 22   | ↗23  | ↗27  |